# Елба де Падуа Ліма
Елба де Падуа Ліма, також відомий як Тім (порт. Elba de Pádua Lima (Tim), 20 лютого 1915, Ріфаїна — 7 липня 1984, Ріо-де-Жанейро) — бразильський футболіст, що грав на позиції нападника, зокрема, за клуб «Флуміненсе», а також національну збірну Бразилії. По завершенні ігрової кар'єри — тренер.
Шестиразовий переможець Ліги Каріока. Переможець Ліги Пауліста. 

## Клубна кар'єра
У футболі дебютував 1931 року виступами за команду «Ботафогу» (Сан-Паулу), в якій провів два сезони. 
Згодом з 1933 по 1936 рік грав у складі команд клубів «Корінтіанс», «Португеза Сантіста» та «Ботафогу».
Своєю грою за останню команду привернув увагу представників тренерського штабу клубу «Флуміненсе», до складу якого приєднався 1936 року. Відіграв за команду з Ріо-де-Жанейро наступні вісім сезонів своєї ігрової кар'єри. Більшість часу, проведеного у складі «Флуміненсе», був основним гравцем атакувальної ланки команди.
Протягом 1944—1951 років захищав кольори клубів «Сан-Паулу», «Ботафогу», «Васко да Гама», «Оларія», «Ботафогу», «Оларія» та «Атлетіко Хуніор».
Завершив професійну ігрову кар'єру у клубі «Оларія», у складі якого вже виступав раніше. Прийшов до команди 1951 року, захищав її кольори до припинення виступів на професійному рівні у 1951.

## Виступи за збірну
1936 року дебютував в офіційних матчах у складі національної збірної Бразилії. Протягом кар'єри у національній команді провів у її формі 16 матчів, забивши 1 гол.
У складі збірної був учасником Чемпіонату Південної Америки 1937 року в Аргентині, де разом з командою здобув «срібло», Чемпіонату Південної Америки 1942 року в Уругваї, на якому команда здобула бронзові нагороди.
Учасник чемпіонату світу 1938 року у Франції, де зіграв проти Чехословаччини (2-1), а команда здобула бронзові нагороди.

## Кар'єра тренера
Розпочав тренерську кар'єру, ще продовжуючи грати на полі, 1947 року, очоливши тренерський штаб клубу «Оларія».
1948 року став головним тренером команди «Ботафогу», тренував команду з Ріо-де-Жанейро два роки.
Згодом очолював тренерські штаби клубів «Флуміненсе», «Васко да Гама», «Фламенго», «Сан-Лоренсо», «Корітіба», «Ботафогу Сан-Паулу», «Сан-Жозе» та «Інтернасьйонал» (Лімейра).
Останнім місцем тренерської роботи була збірна Перу, головним тренером якої Елба де Падуа Ліма був протягом 1982 року. Очолював збірну Перу на чемпіонаті світу 1982 року в Іспанії, де його підопічні не вийшли з групи, зайнявши в ній останнє місце слідом за Польщею, Італією і Камеруном. Перуанці поступилися полякам (1-5) і зіграли внічию з італійцями (1-1) і камерунцями (0-0).
Помер 7 липня 1984 року на 70-му році життя у місті Ріо-де-Жанейро.

## Титули і досягнення
- Переможець Ліги Каріока (6):

«Флуміненсе»: 1936, 1937, 1938, 1940, 1941
«Васко да Гама»: 1947
- Переможець Ліги Пауліста (1):

«Сан-Паулу»: 1945
- Бронзовий призер чемпіонату світу: 1938
- Срібний призер Чемпіонату Південної Америки: 1937
- Бронзовий призер Чемпіонату Південної Америки: 1942

| Дата       | Місто          | Господарі | Результат | Гості          | Турнір                           | Голи | Примітки |
| ---------- | -------------- | --------- | --------- | -------------- | -------------------------------- | ---- | -------- |
| 27.12.1936 | Буенос-Айрес   | Бразилія  | 3 – 2     | Перу           | Чемпіонат Південної Америки 1937 | -    |          |
| 03.01.1937 | Буенос-Айрес   | Бразилія  | 6 – 4     | Чилі           | Чемпіонат Південної Америки 1937 | -    |          |
| 13.01.1937 | Буенос-Айрес   | Бразилія  | 5 – 0     | Парагвай       | Чемпіонат Південної Америки 1937 | -    |          |
| 19.01.1937 | Буенос-Айрес   | Бразилія  | 3 – 2     | Уругвай        | Чемпіонат Південної Америки 1937 | -    |          |
| 30.01.1937 | Буенос-Айрес   | Аргентина | 1 – 0     | Бразилія       | Чемпіонат Південної Америки 1937 | -    |          |
| 01.02.1937 | Буенос-Айрес   | Аргентина | 2 – 0     | Бразилія       | Чемпіонат Південної Америки 1937 | -    |          |
| 14.06.1938 | Бордо          | Бразилія  | 2 – 1     | Чехословаччина | ЧС 1938                          | -    |          |
| 15.01.1939 | Ріо-де-Жанейро | Бразилія  | 1 – 5     | Аргентина      | Копа Рока                        | -    |          |
| 18.02.1940 | Сан-Паулу      | Бразилія  | 2 – 2     | Аргентина      | Копа Рока                        | -    |          |
| 25.02.1940 | Сан-Паулу      | Бразилія  | 0 – 3     | Аргентина      | Копа Рока                        | -    |          |
| 14.01.1942 | Монтевідео     | Бразилія  | 6 – 1     | Чилі           | Чемпіонат Південної Америки 1942 | -    |          |
| 17.01.1942 | Монтевідео     | Бразилія  | 1 – 2     | Аргентина      | Чемпіонат Південної Америки 1942 | -    |          |
| 21.01.1942 | Монтевідео     | Бразилія  | 2 – 1     | Перу           | Чемпіонат Південної Америки 1942 | -    |          |
| 24.01.1942 | Монтевідео     | Уругвай   | 1 – 0     | Бразилія       | Чемпіонат Південної Америки 1942 | -    |          |
| 31.01.1942 | Монтевідео     | Бразилія  | 5 – 1     | Еквадор        | Чемпіонат Південної Америки 1942 | -    |          |
| 05.02.1942 | Монтевідео     | Бразилія  | 1 – 1     | Парагвай       | Чемпіонат Південної Америки 1942 | -    |          |
| Усього     |                | Матчів    | 16        |                | Голів                            | 0    |          |